# Valeria Zaklounna-Mironenko
Valeria Havryïlivna Zaklounna-Mironenko (ukrainien : Вале́рія Гавриїлівна Заклу́нна-Мироненко ; russe : Вале́рия Гаврии́ловна Заклу́нная), est une actrice et politicienne ukrainienne.
Elle fut membre du parti communiste d'Ukraine, gagna le Prix national Taras-Chevtchenko en 1975 pour To The Last Minute.
Elle fut membre des Ve (2006 - 2007), IVe Rada ukrainienne (2002 - 2006), IIIe Rada ukrainienne (1998 - 2002).